# Siergiej Szamba
Siergiej Szamba (abch. Сергеи Мирон-иҧа Шамба, ur. 15 marca 1951), abchaski polityk, minister spraw zagranicznych w latach 1997–2004 oraz ponownie od 15 grudnia 2004 do 13 lutego 2010. Premier Abchazji od 13 lutego 2010 do 27 września 2011. 

## Życiorys
Siergiej Szamba urodził się w 1951 w Gudaucie w ówczesnej Gruzińskiej SRR. Żonaty, ma syna i córkę. Jest autorem wielu publikacji naukowych i profesorem akademickim. W 1998 uzyskał doktorat na Erywańskim Instytucie Archeologicznym w Armenii.
Od początku lat 90. XX w. do lutego 1992 był przewodniczącym ruchu społeczno-politycznego Zjednoczenie (Aidgilara). W czasie wojny gruzińsko-abchaskiej w latach 1992-1993 zajmował stanowisko pierwszego wiceministra obrony. Po wojnie został przeniesiony do rezerwy w stopniu pułkownika. Pełnił następnie funkcję przewodniczącego Abchaskiej Fundacji Kulturalnej. 
7 maja 1997 został mianowany przez prezydenta Władysława Ardzinbę ministrem spraw zagranicznych Abchazji. Stanowisko zajmował do 18 czerwca 2004. 
W październiku 2004 założył własną partię polityczną, Socjaldemokratyczną Partię Abchazji. 15 grudnia 2004 prezydent Ardzinba ponownie mianował go szefem dyplomacji. Urząd ten zachował również w rządzie premiera Aleksandra Ankwaba.
13 lutego 2010, po objęciu przez Ankwaba urzędu wiceprezydenta, Siergiej Szamba został mianowany przez prezydenta Bagapsza nowym szefem rządu. Urząd ministra spraw zagranicznych zajmował do 26 lutego 2010. 
Wziął w udział w wyborach prezydenckich zorganizowanych 26 sierpnia 2011 po śmierci prezydent Siergieja Bagapsza. Zajął w nich drugie miejsce z wynikiem 21,04%, przegrywając z wiceprezydentem Ankwabem (54,86%) i wygrywając z byłym premierem Raulem Chadżimbą (19,83%). Rosyjskie ministerstwo spraw zagranicznych nazwało wybory „sukcesem”. Wybory nie zostały oficjalne uznane przez zdecydowaną większość państw oraz organizacji międzynarodowych (jako, że Abchazję uznawały tylko 4 państwa na świecie), w tym NATO i OBWE.
27 września 2011 prezydent Ankwab nowym szefem rządu mianował dotychczasowego wicepremiera Leonida Łakierbaję.